# Дубовый Гай (Черниговская область)
Дубо́вый Га́й (укр. Дубовий Гай) — село в Прилукском районе Черниговской области Украины на реке Руда. Население — 867 человек. Занимает площадь 3,435 км².
Код КОАТУУ: 7424182501. Почтовый индекс: 17590. Телефонный код: +380 4637.

## География
Расстояние до районного центра:Прилуки : (15 км.), до областного центра:Чернигов ( 129 км. ), до столицы:Киев ( 123 км. ), до аэропортов:Борисполь (96 км.). Ближайшие населенные пункты: Ковтуновка и Яблуновка 3 км, Каневщина 5 км,

## Власть
Орган местного самоуправления — Дубовогаевский сельский совет. Почтовый адрес: 17590, Черниговская обл., Прилукский р-н, с. Дубовый Гай, ул. Шевченко, 19а.

## Известные люди
В селе родился Герой Советского Союза Иван Лозенко.